# Вишнёвый (Воронежская область)
Вишнёвый — посёлок в Богучарском районе Воронежской области.
Входит в состав Твердохлебовского сельского поселения.

## География
Посёлок расположен в 18 км северо-западнее города Богучара и 230 км к югу от города Воронежа.

### Улицы
- ул. Гвардейская,
- ул. Звездная,
- ул. Молодёжная,
- ул. Полевая,
- ул. Садовая,
- ул. Солнечная,
- ул. Школьная.

## Население
| 2000 | 2005 | 2010 |
| ---- | ---- | ---- |
| 413  | ↘352 | ↘330 |

## История
Наименование получил в 1978 году по одноимённой балке. До этого населённый пункт являлся отделением совхоза «Богучарский».